# Drosophila ingens
Drosophila ingens este o specie de muște din genul Drosophila, familia Drosophilidae, descrisă de Hardy și Kaneshiro în anul 1971. Conform Catalogue of Life specia Drosophila ingens nu are subspecii cunoscute.